# Rivalità Lakers-Clippers

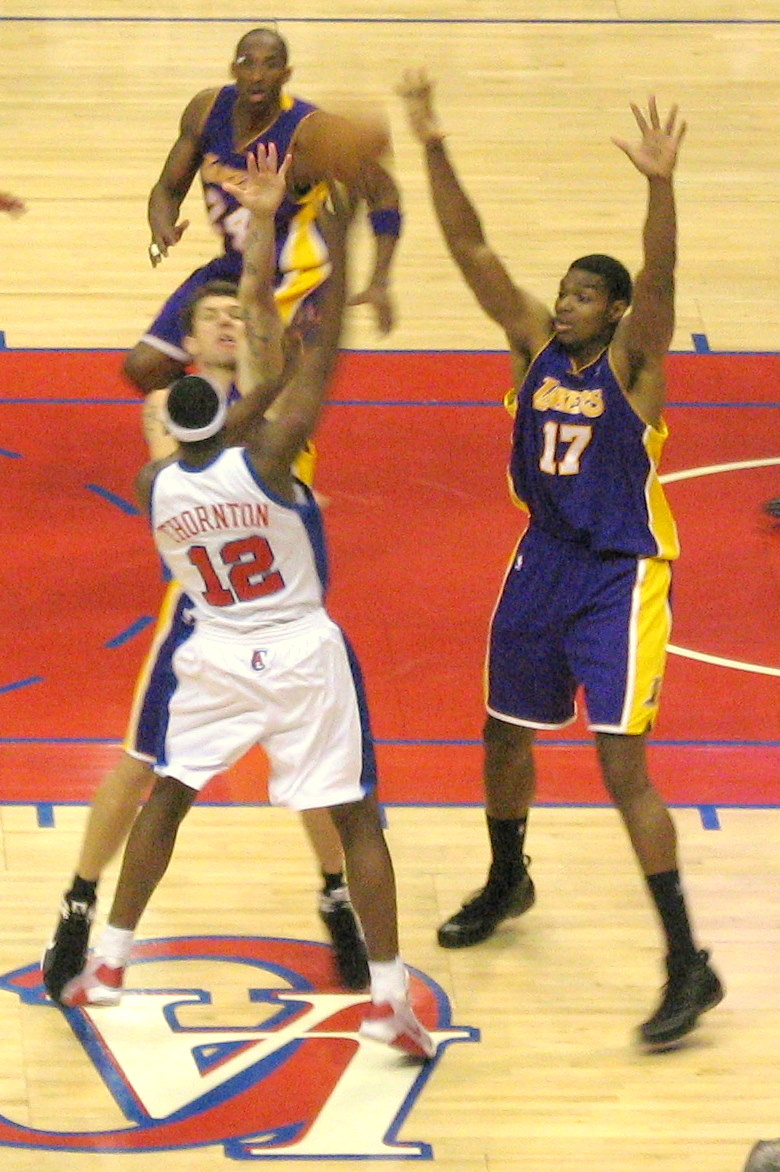
Luke Walton e Andrew Bynum (n.17) dei Lakers marcano Al Thornton (n.12) dei Clippers nel 2009. In secondo piano Kobe Bryant.

Con l’espressione rivalità Lakers–Clippers si indica la competizione sportiva tra i due club professionistici di pallacanestro di Los Angeles, entrambi militanti nella NBA: i Los Angeles Lakers e i Los Angeles Clippers. Le squadre fanno parte della Pacific Division e condividono l’arena casalinga della Crypto.com Arena di Los Angeles. Gli incontri tra le due franchigie vengono spesso chiamati Hallway Series o Battle of L.A..
I Lakers si trasferirono da Minneapolis a Los Angeles nel 1960, mentre i Clippers approdarono in città nel 1984, provenienti da San Diego. Se storicamente i tifosi di Los Angeles hanno sostenuto prevalentemente i Lakers, negli anni i Clippers hanno visto crescere il proprio seguito: nella loro casa, l’allora Staples Center (oggi Crypto.com Arena), registrano il tutto esaurito in ogni partita casalinga fin dal febbraio 2011, realizzando nella stagione 2016‑17 la sesta striscia attiva più lunga della lega.
I Lakers hanno vinto 12 dei 17 titoli NBA conquistati dopo il trasferimento a Los Angeles. I Clippers, invece, hanno raggiunto i playoff solo undici volte dal 1984 e per molto tempo sono stati considerati una delle squadre meno competitive della NBA, non superando mai il secondo turno dei playoff fino al 2021. Alcuni ritengono che la rivalità non sia realmente significativa a causa del marcato divario competitivo tra le due franchigie.
Nella stagione 2012‑13 i Clippers vinsero sei incontri consecutivi contro i Lakers, ma la squadra gialloviola mantiene ancora un vantaggio complessivo nei confronti diretti pari a 104 vittorie contro 61 sconfitte.1
Le due squadre non si sono mai affrontate nei playoff: nel 2006 i Lakers persero una serie dopo essere stati in vantaggio 3‑1, mancando così la semifinale della Western Conference, dove avrebbero potuto incontrare i Clippers. Nel 2020, invece, i Clippers furono eliminati in semifinale dalla rimonta dei Denver Nuggets, nonostante un vantaggio di 3‑1 nella serie.

## Storia

### 1970–1984: I primi anni
I Clippers sono stati fondati nel 1970 col nome di Buffalo Braves, militando nella Atlantic Division. Nella stagione 1978–79, si trasferirono a San Diego dove furono rinominati "Clippers" ed entrarono a far parte, come i Lakers, della Pacific Division. Il 24 ottobre 1978, i San Diego Clippers vinsero la loro prima partita contro i Lakers con il punteggio di 124–113. "Questo è un buon modo per iniziare una rivalità", avrebbe detto il proprietario dei Clippers Irv Levin in seguito.

### 1984: Il trasferimento dei Clippers a Los Angeles
I Clippers si trasferirono a Los Angeles nel 1984 dopo sei stagioni a San Diego. La squadra originariamente si stabilì nella Los Angeles Memorial Sports Arena (arena dei Lakers dal 1960 al 1967), a circa 16 chilometri dall'allora palazzetto dei Lakers, il Forum in Inglewood. Dopo il trasferimento dei Clippers, le squadre attirarono un pubblico di 14.991 persone nel loro primo incontro alla Sports Arena; era l'allora più grande partecipazione in una partita casalinga nella storia dei Clippers. I tifosi erano equamente divisi nel loro sostegno per le due squadre. I Lakers vinsero 108–103 e la Associated Press scrisse che era "nata una rivalità in città". L'ex guardia dei Lakers Norm Nixon, allora al suo secondo anno con i Clippers, dichiarò: "Penso che andrà alla grande ogni volta che giocheremo... Quando conseguiremo più vittorie, i nostri fan non dovranno più vergognarsi di noi e nascondere i loro volti”.

### 1984–2013: I successi dei Lakers e le difficoltà dei Clippers

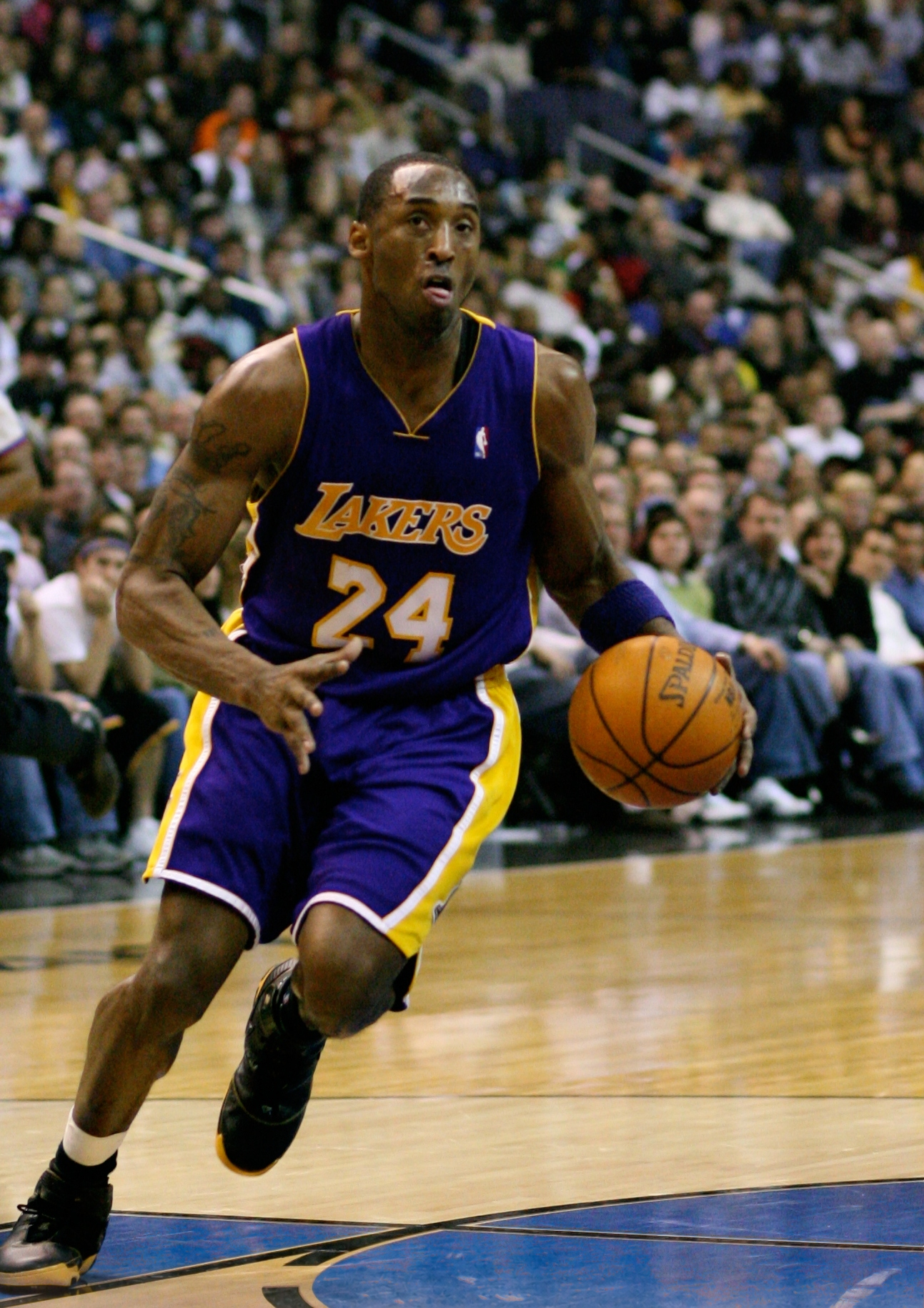
Kobe Bryant nel 2004 ha preso in considerazione la possibilità di firmare con i Clippers prima di firmare di nuovo con i Lakers.

Nel 1986 i Lakers erano ancora imbattuti contro i Clippers e l'Associated Press scrisse che si trattava di "una rivalità sportiva all'interno della città non molto significativa ". Infatti, i fan dei Lakers sono stati più numerosi dei fan dei Clippers alla Sports Arena durante tutti gli incontri tra le due squadre che si svolsero fino al 1992, quando i Clippers ebbero la loro prima stagione vincente dal 1978-79 e la loro prima apparizione ai playoff dal 1976. I Lakers, d'altra parte, faticarono nella stagione 1991–92 con il ritiro di Magic Johnson dopo essere risultato positivo all'HIV. I Clippers nel 1991-1992 conclusero una serie di 27 sconfitte consecutive al Forum contro i Lakers, e ottennero un rapporto vittorie- sconfitte in stagione migliore dei Lakers. Finirono di nuovo davanti ai Lakers anche nella stagione successiva, 1992–93. Vinsero anche la serie stagionale degli incontri contro i Lakers per la prima volta dal loro trasferimento a Los Angeles. Fu anche la prima volta per la franchigia dal 1974–75, quando ancora si chiamavano Buffalo Braves. Nel 1993-94, entrambe le squadre mancarono i playoff, un evento che poi si ripeté nella stagione 2004-2005, quando i Clippers chiusero la stagione regolare con 37 vittorie e 45 sconfitte e i Lakers con 34 vittorie e 48 sconfitte.
Dalla stagione 1994–95 alla stagione 1998–99, i Clippers giocarono diverse partite casalinghe all'Arrowhead Pond di Anaheim. In quelle stagioni, i Clippers si scontrarono contro i Lakers solo tre volte, registrando un record di 1 vittoria e 2 sconfitte.  Un accordo per trasferire i Clippers ad Anaheim in modo permanente fu respinto dalla proprietà della squadra nel 1996, portando alla decisione finale di unirsi ai Lakers allo Staples Center quando la struttura venne aperta nel 1999.
I Clippers non furono di nuovo davanti ai Lakers fino alla stagione 2004-05. La stella dei Lakers Kobe Bryant fu sul punto di firmare con i Clippers quella stagione come free agent (svincolato), prima di rinnovare il suo contratto con i Lakers. I Clippers nella stagione 2005-06 vinsero 47 partite, concludendo la stagione con due vittorie in più dei Lakers. Durante la stagione Bryant affermò che "le rivalità si creano nei playoff, non nella stagione regolare". Nei playoff 2006, i Lakers ottennero un vantaggio di 3–1 nella serie al primo turno contro i Phoenix Suns prima di perdere 4–3, rovinando un potenziale derby con i Clippers al secondo turno. La serie tra i Clippers e Phoenix nel secondo turno ottenne gli ascolti televisivi più alti nel sud della California, anche più alti degli ascolti registrati al primo turno dai Lakers contro Phoenix. I Clippers mancarono comunque le finali di conference perdendo 4–3 contro i Suns.
Nel 2008 prima di una partita tra i Lakers, che avevano un record di 3 vittorie e 0 sconfitte, e i Clippers, con un record di 0 vittorie e 4 sconfitte , il Los Angeles Times scrisse che "anche le squadre coinvolte hanno difficoltà a riferirsi alla competizione Lakers-Clippers come una rivalità". L'allenatore dei Lakers Phil Jackson affermò che le due squadre "sarebbero sempre state rivali".

### 2013–2019: Ruoli capovolti

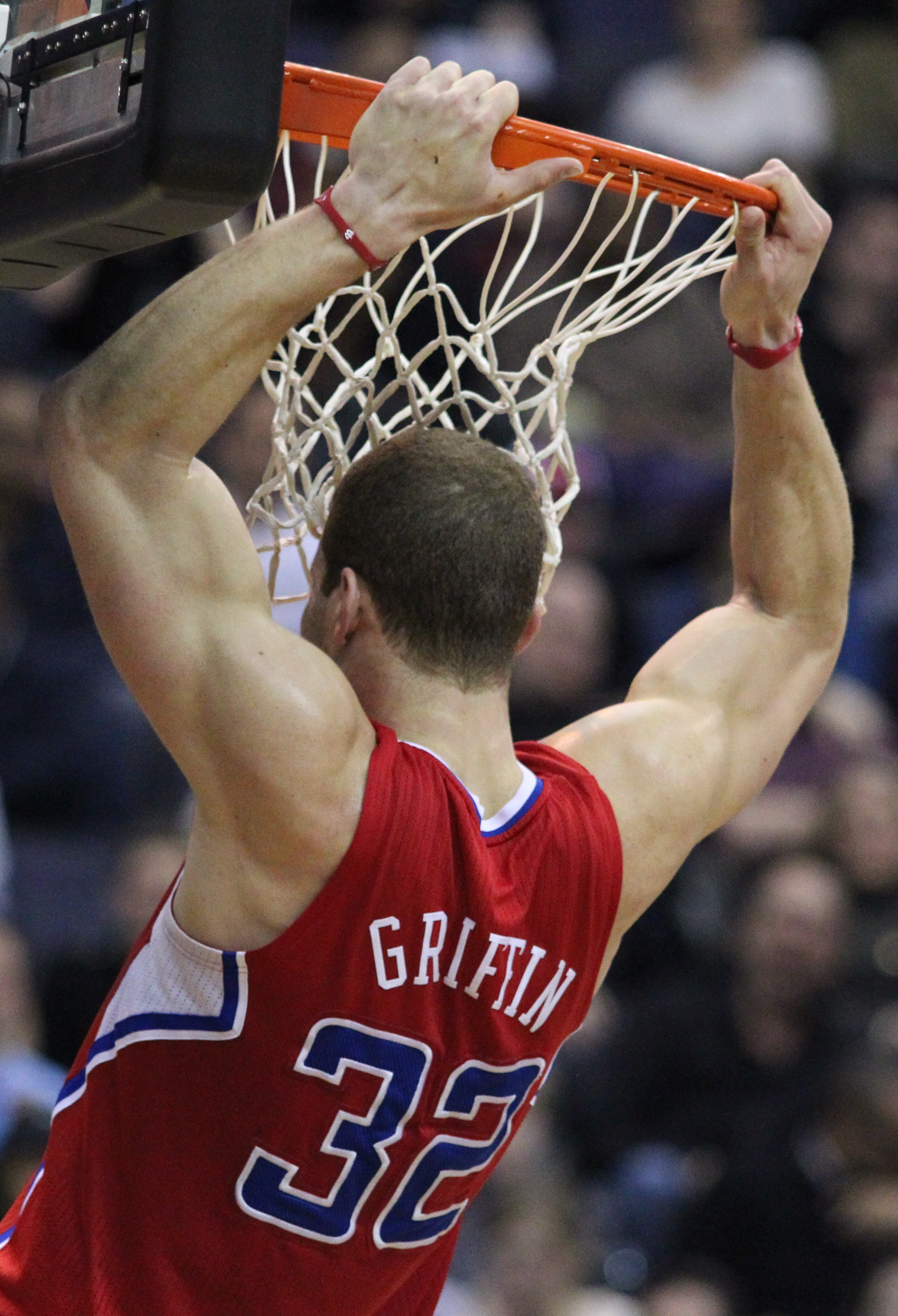
Le schiacciate di Blake Griffin rianimano l'entusiasmo per i Clippers.

A partire dalla stagione 2010-11, Blake Griffin, con le sue giocate elettrizzanti, contribuì ad attirare l'interesse verso i Clippers:una svolta nella rivalità si verificò però alla vigilia della stagione successiva, quando i Lakers pensarono di aver acquisito Chris Paul in uno scambio con i New Orleans Hornets, ma il commissioner NBA David Stern pose il veto allo scambio e Paul venne successivamente ceduto ai Clippers. Prima dell'arrivo di Paul, i Clippers avevano ottenuto la peggiore percentuale di vittorie in assoluto nella NBA (34,9%) dal loro trasferimento a Los Angeles, mentre i Lakers nello stesso periodo avevano avuto la migliore (65,9%).
In quella stagione, in una partita tra le due squadre vinta dai Clippers, gli animi si infiammarono e vennero fischiati sette falli tecnici. Sebbene fosse alla Staples Arena una partita casalinga per i Clippers, i fans dei Clippers erano ancora in inferiorità numerica rispetto a quelli dei Lakers. In un'accesa rivincita vinta dei Lakers, ESPN ha scritto: "Se tra i co-inquilini dello Staples non c'era una rivalità prima [della partita], ce n'è una adesso." Paul era furioso dopo la partita poiché un giocatore dei Lakers - Pau Gasol - gli aveva accarezzato la testa: "...non accarezzarmi la testa come se fossi uno dei tuoi figli", lo aveva avvertito Paul. Alcuni giocatori dei Clippers nel 2012 negarono l'esistenza di una rivalità. Griffin ha affermato che "una rivalità deve essere equilibrata, e questa non lo è stata nel corso degli anni." Il centro dei Clippers DeAndre Jordan ha detto che i Lakers "sono più esperti. Hanno vinto più titoli. Hanno giocatori nella Hall of Fame. Noi siamo ancora una squadra giovane."
I Clippers nella stagione 2011–12 registrarono un record positivo di vittorie per la terza volta da quando Donald Sterling acquistò la squadra nel 1981 e arrivarono ai playoff per la quinta volta dal loro trasferimento a Los Angeles. I Clippers avevano un record di vittorie migliore rispetto ai Lakers a metà febbraio, prima che i Lakers li superassero per il titolo della Pacific Division.
Per la prima volta nella storia dei club, i Clippers, come i Lakers, avevano ragionevoli aspettative di vincere il titolo NBA. I Clippers avevano acquisito gli ex Lakers Ronny Turiaf, Matt Barnes e Lamar Odom, che si unirono a Caron Butler nel gruppo dei giocatori dei Clippers che avevano giocato in precedenza per i Lakers. L'allenatore Mike Brown dei Lakers prima di incontrarli ha definito i Clippers "una squadra migliore". Ha inoltre aggiunto: "Ora è una vera rivalità, quindi probabilmente sarà una partita fisica." Tuttavia, Brown ha paragonato i Clippers ai suoi Cleveland Cavaliers con LeBron James che cercavano di creare una rivalità con i Boston Celtics, nonostante la mancanza di titoli per Cleveland. I tifosi dei Lakers fischiarono i Clippers durante il riscaldamento e le presentazioni dei giocatori, cosa a cui Griffin non aveva mai assistito prima durante la sua stagione da esordiente. Egli ha anche detto che i fans dei Lakers "non si erano mai preoccupati davvero" dei Clippers prima d'allora, e ha attribuito l'attenzione ora rivolta ai giocatori dei Clippers, all'aumento di competitività della sua squadra. I Clippers vinsero la partita, portando i Lakers a un record di 0 vittorie e 3 sconfitte per la prima volta in 34 anni. La partita la è stata trasmessa in televisione da ESPN e ha ottenuto un rating di 5,9 a Los Angeles, è stata la partita di stagione regolare con più ascolti di sempre a Los Angeles. I Clippers hanno successivamente sconfitto i campioni in carica della NBA, i Miami Heat, ma la città era più interessata al licenziamento di Brown e all'assunzione di Mike D'Antoni come nuovo allenatore dai Lakers. L'allenatore degli Heat Erik Spoelstra ha successivamente definito i Clippers "legittimi contendenti per il titolo", mentre Arash Markazi di ESPN li ha definiti "la migliore squadra di Los Angeles." Prima del loro secondo incontro in quella stagione, i Clippers avevano un record di 25 vittorie e 8 sconfitte ed erano in lizza per il miglior record del campionato, mentre i Lakers avevano un record di 15 vittorie e 16 sconfitte e cercavano di assicurarsi un posto nei playoff nella Western Conference. Solo per la quarta volta nei 127 incontri da quando si sono trasferiti a Los Angeles, i Clippers hanno avuto un record migliore rispetto ai Lakers prima che entrambe le squadre avessero giocato trenta o più partite. Prima della partita, Bryant ha definito i Clippers "i migliori contendenti" per il titolo. I Clippers hanno vinto 107-102 in una partita trasmessa a livello nazionale che ha dato a ESPN i suoi migliori risultati di ascolto della stagione regolare NBA . I Clippers hanno vinto anche il loro terzo incontro, 125-101, dopo aver iniziato la partita con un vantaggio di 15-0. La vittoria ha consentito ai Clippers di conquistare la serie delle partite stagionali con I Lakers per la prima volta in 20 anni dal 1992–93. Il 7 aprile, i Clippers vinsero contro i Lakers 109–95, conquistando il loro primo titolo della Pacific Division nella storia della franchigia. I Lakers avevano vinto 23 dei precedenti 42 titoli di divisione. Il titolo di conference è stato anche completato dalla vittoria nella serie di incontri stagionali contro i Lakers per 4–0. Ciò non succedeva dalla stagione 1974-75, quando i Clippers erano a Buffalo. Sebbene entrambe le squadre si fossero qualificate per i playoff di quella stagione, sono state entrambe eliminate al primo turno: i Lakers sono stati eliminati dai San Antonio Spurs e i Clippers hanno perso in sei partite contro i Memphis Grizzlies. Questa sarebbe stata l'ultima apparizione ai playoff dei Lakers fino al 2020, il loro periodo più lungo senza playoff nella storia della franchigia.
I Clippers nella stagione 2013–14 hanno assunto il loro ex giocatore Doc Rivers come nuovo allenatore. In precedenza aveva allenato i Boston Celtics, che il Los Angeles Times chiamava i "veri rivali dei Lakers", con i quali ha vinto un titolo NBA e perso le finali NBA 2010, proprio contro i Lakers. Rivers ha affermato che Los Angeles "sarà sempre" la città dei Lakers, ma ha anche predetto che le persone che si sono trasferite dalla East Coast a Los Angeles avrebbero iniziato a tifare per i Clippers se questi fossero stati capaci di vincere un titolo NBA. Il 10 gennaio 2014, i Clippers hanno vendicato una sconfitta di 13 punti riportata ad inizio stagione contro i Lakers, con uno vittoria per 123–87. Il margine di 36 punti di differenza era il più grande di sempre che i Clippers avevano riportato contro i Lakers, che erano in quel periodo vicini al fondo della classifica con una serie di 10 sconfitte in 11 partite, una striscia negativa che avevano riportato l'ultima volta che non si erano qualificati per il playoff, nella stagione 2004–2005. Il 6 marzo, i Clippers sconfissero i Lakers 142–94; il margine di 48 punti è stato la più grande vittoria di sempre dei Clippers contro qualsiasi avversario, nonché la sconfitta più netta nella storia dei Lakers. Mentre i Clippers vinsero il titolo della Pacific Division e si qualificarono per i playoff, i Lakers conclusero con uno dei peggiori record della Western Conference, con 27vittorie e 55 sconfitte, in netta controtendenza rispetto agli anni precedenti, e hanno iniziato un'era di crisi per il Lakers. Nei playoff, i Clippers hanno sconfitto i Golden State Warriors in sette partite al primo turno, ma hanno perso in semifinale contro gli Oklahoma City Thunder in sei partite.
Dopo la stagione 2013-14, D'Antoni si è dimesso da allenatore dei Lakers e la squadra lo ha sostituito con Byron Scott, un'ex guardia dei Lakers della epoca gloriosa del gioco spettacolo "lo Showtime"(1979-1989). I Clippers hanno subito un cambio di proprietà dopo che Steve Ballmer ha acquistato la squadra da Donald Sterling, i cui commenti razzisti hanno spinto sua moglie a vendere la squadra contro la sua volontà. Scott ha rilasciato dichiarazioni nelle quali affermava che non c'era nessuna rivalità con i Clippers: "Celtics-Lakers, questa è l'unica rivalità", ha detto. Il 5 aprile 2015, i Clippers hanno vinto per la sesta volta consecutiva contro i Lakers conseguendo la loro più lunga serie di vittorie consecutive nella storia della franchigia. La vittoria per 106–78 è stata anche il minor numero di punti che avessero mai concesso ai Lakers. È stata la 56a sconfitta stagionale dei Lakers, che ha peggiorato record stabilito l'anno prima, quando avevano concluso la stagione con un record di 27 vittorie e 55 sconfitte . Nella semifinale di conference i Clippers, che erano in vantaggio sugli Houston Rockets per 3-1, sono diventati la nona squadra nella storia della NBA a perdere la serie dopo aver acquisito tale vantaggio. All'inizio della serie, l'ex giocatore dei Lakers Magic Johnson aveva pensato che i Clippers potessero addirittura vincere il campionato. Tuttavia, dopo la cocente eliminazione, ha dichiarato: "Mi sbagliavo. I Clippers sono ancora i Clippers."
All'inizio della stagione 2018-19, i Clippers avevano vinto le ultime sei serie stagionali contro i Lakers. Dopo l'acquisizione del free agent LeBron James, i Lakers speravano di ristabilire il loro dominio a Los Angeles e di porre fine ai loro cinque anni d'assenza dai playoff. Tuttavia, entrando nel mese di marzo 2019, i Lakers erano a 5 vittorie dall'ottavo e ultimo posto valido per l'accesso ai playoff della western conference.

### 2019–presente: Potenziale incontro nei playoff
Nella off season della 2019-2020 entrambe le franchigie effettuarono importanti mosse di mercato: i Lakers ingaggiarono Anthony Davis dai New Orleans Pelicans, mentre i Clippers scelsero Kawhi Leonard come free agent e dagli Oklahoma City Thunder, in cambio di Shai Gilgeous-Alexander, Danilo Gallinari, quattro scelte future al primo giro non protette, una scelta futura al primo giro protetta e due opzioni di swap picks, arrivò Paul George. 
Lo stesso Leonard era stato vicino ai Lakers, ma la trattativa si interruppe dopo i dubbi di quest'ultimo sulla sua compatibilità con Davis.
Sul fronte dello staff, i Lakers assunsero Frank Vogel per sostituire Luke Walton come capo allenatore. Per il posto fu valutato anche Tyronn Lue, che da giocatore aveva vinto il titolo con i Lakers nel 2000 e nel 2001 e nel 2016, come allenatore, aveva condotto i Cleveland Cavaliers di James al titolo NBA, ma la trattativa saltò per divergenze relative alla durata del contratto. Successivamente Lue si unì proprio ai Clippers come assistente.Nel suo libro del 2021 Inside the NBA Bubble: "A Championship Season under Quarantine" Jared Dudley, che ha giocato per i Clippers nel 2013-14, dichiarò che i Lakers furono motivati dalla campagna pubblicitaria dei Clippers e si sentirono mancare di rispetto quando Paul George nominò il duo formato da lui e Leonard il migliore della lega, davanti a James e Davis.
Nei pronostici le due franchigie si sarebbero dovute affrontare nella finale della Western Conference e le attese erano tali che l'NBA decise di far disputare due delle loro sfide la sera dell'inaugurazione del campionato e il giorno di Natale, incontri entrambi vinti dai Clippers. Alla trade deadline nel febbraio 2020, le squadre si sfidarono per acquisire Marcus Morris dai New York Knicks, ma i Clippers prevalsero a causa delle limitazioni salariali che i Lakers avevano a seguito dell'ingaggio di Davis. I Lakers allora volsero le loro attenzioni verso il fratello gemello Markieff Morris.
La stagione regolare si chiuse con Lakers e Clippers rispettivamente con il primo ed il secondo record della Western Conference
Ai playoff i primi raggiunsero la finale di conference dopo aver eliminato Houston per 4–1 e, mentre tutti si aspettavano che i Clippers avrebbero sconfitto Denver, vengono eliminati per 4-3 dopo essere stati in vantaggio per 3-1, dopo essere stato in vantaggio nelle ultime tre partite rispettivamente di 16, 19 e 12 punti. I Lakers raggiunsero quindi le NBA Finals per la prima volta da quelle del 2010, quando sconfissero Miami Heat 4–2 vincendo il loro 17º titolo NBA ed eguagliando i Celtics con il maggior numero di vittorie nella storia del campionato.
Nonostante l'alibi dell'infortunio di Leonard, che durante i playoff subì uno strappo parziale del legamento crociato anteriore del ginocchio destro, la dirigenza dei Clippers decise di licenziare il capo allenatore Doc Rivers per sostituirlo con l'assistente Ty Lue. Nel 2021-22, i Lakers aggiunsero al roster Russell Westbrook e rafforzarono il loro ruolo di favoriti alla vittoria della Western Conference, mentre Kawhi Leonard saltò tutta la stagione per recuperare l'infortunio della stagione precedente, tuttavia i Clippers vinsero tutti e quattro gli scontri diretti della regular season, allungando la serie a sette vittorie consecutive contro i Lakers

## Rendimento annuale
| Stagione | NBA season                                                    |
| W        | Vittorie                                                      |
| L        | Sconfitte                                                     |
| %        | Percentuale di vittorie                                       |
| Playoffs | Risultato finale nei playoff                                  |
| Serie    | Risultato in aggregato                                        |
|          | I Lakers hanno più vittorie nella regular season dei Clippers |
|          | I Clippers hanno più vittorie nella regular season dei Lakers |
|          | I Lakers vincono la serie contro i Clippers                   |
|          | I Clippers vincono la serie contro i Lakers                   |

| Stagione  | Lakers      | Lakers | Lakers | Lakers | Lakers                                       | Clippers      | Clippers | Clippers | Clippers | Clippers                                     | Serie |
| Stagione  | Squadra     | W      | L      | %      | Playoffs                                     | Squadra       | W        | L        | %        | Playoffs                                     | Serie |
| --------- | ----------- | ------ | ------ | ------ | -------------------------------------------- | ------------- | -------- | -------- | -------- | -------------------------------------------- | ----- |
| 1984–85   | L.A. Lakers | 62     | 20     | .756   | Vincono le NBA Finals                        | L.A. Clippers | 31       | 51       | .378     |                                              | 6–0   |
| 1985–86   | L.A. Lakers | 62     | 20     | .756   | Perdono le Finali di Western Conference      | L.A. Clippers | 32       | 50       | .390     |                                              | 4–2   |
| 1986–87   | L.A. Lakers | 65     | 17     | .793   | Vincono le NBA Finals                        | L.A. Clippers | 12       | 70       | .146     |                                              | 6–0   |
| 1987–88   | L.A. Lakers | 62     | 20     | .756   | Vincono le NBA Finals                        | L.A. Clippers | 17       | 65       | .207     |                                              | 5–1   |
| 1988–89   | L.A. Lakers | 57     | 25     | .695   | Perdono le NBA Finals                        | L.A. Clippers | 21       | 61       | .256     |                                              | 5–1   |
| 1989–90   | L.A. Lakers | 63     | 19     | .768   | Perdono le Semifinali di Western Conference  | L.A. Clippers | 30       | 52       | .366     |                                              | 4–1   |
| 1990–91   | L.A. Lakers | 58     | 24     | .707   | Perdono le NBA Finals                        | L.A. Clippers | 31       | 51       | .378     |                                              | 4–0   |
| 1991–92   | L.A. Lakers | 43     | 39     | .524   | Perdono al Primo Round di Western Conference | L.A. Clippers | 45       | 37       | .549     | Perdono al Primo Round di Western Conference | 3–2   |
| 1992–93   | L.A. Lakers | 39     | 43     | .476   | Perdono al Primo Round di Western Conference | L.A. Clippers | 41       | 41       | .500     | Perdono al Primo Round di Western Conference | 3–2   |
| 1993–94   | L.A. Lakers | 33     | 49     | .402   |                                              | L.A. Clippers | 27       | 55       | .329     |                                              | 3–2   |
| 1994–95   | L.A. Lakers | 48     | 34     | .646   | Perdono le Semifinali di Western Conference  | L.A. Clippers | 17       | 65       | .207     |                                              | 3–2   |
| 1995–96   | L.A. Lakers | 53     | 29     | .646   | Perdono al Primo Round di Western Conference | L.A. Clippers | 29       | 53       | .354     |                                              | 4–0   |
| 1996–97   | L.A. Lakers | 56     | 26     | .683   | Perdono le Semifinali di Western Conference  | L.A. Clippers | 36       | 46       | .439     | Perdono al Primo Round di Western Conference | 2–2   |
| 1997–98   | L.A. Lakers | 61     | 21     | .744   | Perdono le Finali di Western Conference      | L.A. Clippers | 17       | 65       | .207     |                                              | 4–0   |
| 1998–99   | L.A. Lakers | 31     | 19     | .620   | Perdono le Semifinali di Western Conference  | L.A. Clippers | 9        | 41       | .180     |                                              | 4–0   |
| 1999–2000 | L.A. Lakers | 67     | 15     | .817   | Vincono le NBA Finals                        | L.A. Clippers | 15       | 67       | .183     |                                              | 4–0   |
| 2000–01   | L.A. Lakers | 56     | 26     | .707   | Vincono le NBA Finals                        | L.A. Clippers | 31       | 51       | .378     |                                              | 3–1   |
| 2001–02   | L.A. Lakers | 58     | 24     | .707   | Vincono le NBA Finals                        | L.A. Clippers | 39       | 43       | .476     |                                              | 3–1   |
| 2002–03   | L.A. Lakers | 50     | 32     | .610   | Perdono le Semifinali di Western Conference  | L.A. Clippers | 27       | 55       | .329     |                                              | 4–0   |
| 2003–04   | L.A. Lakers | 56     | 26     | .683   | Perdono le NBA Finals                        | L.A. Clippers | 28       | 54       | .341     |                                              | 3–1   |
| 2004–05   | L.A. Lakers | 34     | 48     | .415   |                                              | L.A. Clippers | 37       | 45       | .451     |                                              | 2–2   |
| 2005–06   | L.A. Lakers | 45     | 37     | .549   | Perdono al Primo Round di Western Conference | L.A. Clippers | 47       | 35       | .573     | Perdono le Semifinali di Western Conference  | 2–2   |
| 2006–07   | L.A. Lakers | 42     | 40     | .512   | Perdono al Primo Round di Western Conference | L.A. Clippers | 40       | 42       | .488     |                                              | 2–2   |
| 2007–08   | L.A. Lakers | 57     | 25     | .695   | Perdono le NBA Finals                        | L.A. Clippers | 23       | 59       | .280     |                                              | 4–0   |
| 2008–09   | L.A. Lakers | 65     | 17     | .793   | Vincono le NBA Finals                        | L.A. Clippers | 19       | 63       | .232     |                                              | 4–0   |
| 2009–10   | L.A. Lakers | 57     | 25     | .695   | Vincono le NBA Finals                        | L.A. Clippers | 29       | 53       | .354     |                                              | 2–2   |
| 2010–11   | L.A. Lakers | 57     | 25     | .695   | Perdono le Semifinali di Western Conference  | L.A. Clippers | 32       | 50       | .390     |                                              | 3–1   |
| 2011–12   | L.A. Lakers | 41     | 25     | .625   | Perdono le Semifinali di Western Conference  | L.A. Clippers | 40       | 26       | .606     | Perdono le Semifinali di Western Conference  | 2–1   |
| 2012–13   | L.A. Lakers | 45     | 37     | .549   | Perdono al Primo Round di Western Conference | L.A. Clippers | 56       | 26       | .683     | Perdono al Primo Round di Western Conference | 4–0   |
| 2013–14   | L.A. Lakers | 27     | 55     | .329   |                                              | L.A. Clippers | 57       | 25       | .695     | Perdono le Semifinali di Western Conference  | 3–1   |
| 2014–15   | L.A. Lakers | 21     | 61     | .256   |                                              | L.A. Clippers | 56       | 26       | .683     | Perdono le Semifinali di Western Conference  | 4–0   |
| 2015–16   | L.A. Lakers | 17     | 65     | .207   |                                              | L.A. Clippers | 53       | 29       | .646     | Perdono al Primo Round di Western Conference | 4–0   |
| 2016–17   | L.A. Lakers | 26     | 56     | .317   |                                              | L.A. Clippers | 51       | 31       | .622     | Perdono al Primo Round di Western Conference | 3–1   |
| 2017–18   | L.A. Lakers | 35     | 47     | .427   |                                              | L.A. Clippers | 42       | 40       | .512     |                                              | 3–1   |
| 2018–19   | L.A. Lakers | 37     | 45     | .451   |                                              | L.A. Clippers | 48       | 34       | .585     | Perdono al Primo Round di Western Conference | 2–2   |
| 2019–20   | L.A. Lakers | 52     | 19     | .732   | Vincono le NBA Finals                        | L.A. Clippers | 49       | 23       | .681     | Perdono le Semifinali di Western Conference  | 2–2   |
| 2020–21   | L.A. Lakers | 42     | 30     | .583   | Perdono al Primo Round di Western Conference | L.A. Clippers | 47       | 25       | .653     | Perdono le Finali di Western Conference      | 3–0   |
| 2021–22   | L.A. Lakers | 33     | 49     | .402   |                                              | L.A. Clippers | 42       | 40       | .512     |                                              | 4–0   |
| 2022–23   | L.A. Lakers | 43     | 39     | .524   | Perdono le Finali di Western Conference      | L.A. Clippers | 44       | 38       | .537     | Perdono al Primo Round di Western Conference | 4–0   |
| 2023–24   | L.A. Lakers | 47     | 35     | .573   | Perdono al Primo Round di Western Conference | L.A. Clippers | 51       | 31       | .622     | Perdono al Primo Round di Western Conference | 3–1   |

## Risultati per stagione
| Stagione  | In casa dei Lakers Lakers-Clippers | In casa dei Clippers Clippers-Lakers | Totale Lakers-Clippers |
| --------- | ---------------------------------- | ------------------------------------ | ---------------------- |
| 1984–85   | 113–107, 123–114, 121–110          | 103–108, 96–105, 112–123             | 6–0                    |
| 1985–86   | 122–107, 112–96, 129–108           | 96–127, 120–109, 115–114             | 4–2                    |
| 1986–87   | 137–115, 115–101, 135–112          | 92–126, 114–136, 100–118             | 6–0                    |
| 1987–88   | 111–82, 119–100, 126–107           | 97–108, 110–109 (OT), 86–117         | 5–1                    |
| 1988–89   | 124–109, 111–90, 133–116           | 102–111, 95–116, 119–107             | 5–1                    |
| 1989–90   | 111–103, 110–102                   | 121–104, 99–106, 115–125             | 4–1                    |
| 1990–91   | 116–102, 119–105                   | 99–108, 92–106                       | 4–0                    |
| 1991–92   | 109–114 (OT), 100–95, 109–108 (OT) | 75–85, 125–94                        | 3–2                    |
| 1992–93   | 98–124, 124–112                    | 112–114 (OT), 105–102, 101–93        | 2–3                    |
| 1993–94   | 116–114 (2OT), 111–108, 89–100     | 102–109, 108–103                     | 3–2                    |
| 1994–95   | 84–109, 96–88                      | 92–102, 118–121, 83–81               | 3–2                    |
| 1995–96   | 109–88, 121–104                    | 100–106, 108–112                     | 4–0                    |
| 1996–97   | 107–100, 95–97                     | 108–86, 95–123                       | 2–2                    |
| 1997–98   | 119–102, 118–114 (OT)              | 115–125, 85–108                      | 4–0                    |
| 1998–99   | 99–83, 94–75                       | 100–115, 99–103                      | 4–0                    |
| 1999–2000 | 95–68, 118–101                     | 98–122, 103–123                      | 4–0                    |
| 2000–01   | 108–103, 95–118                    | 83–98, 114–116 (OT)                  | 3–1                    |
| 2001–02   | 110–80, 98–92                      | 93–98, 95–90                         | 3–1                    |
| 2002–03   | 96–92, 109–98                      | 93–108, 85–102                       | 4–0                    |
| 2003–04   | 91–89, 106–100                     | 101–98, 103–106                      | 3–1                    |
| 2004–05   | 103–89, 101–110                    | 87–89, 105–89                        | 2–2                    |
| 2005–06   | 91–97, 100–83                      | 109–112, 102–83                      | 2–2                    |
| 2006–07   | 105–101, 110–118                   | 88–97, 90–82                         | 2–2                    |
| 2007–08   | 113–92, 119–82                     | 95–113, 78–106                       | 4–0                    |
| 2008–09   | 106–88, 88–85                      | 79–117, 97–108                       | 4–0                    |
| 2009–10   | 99–92, 126–86                      | 102–91, 107–91                       | 2–2                    |
| 2010–11   | 108–95, 112–104                    | 86–87, 99–92                         | 3–1                    |
| 2011–12   | 96–91                              | 102–94, 108–113                      | 2–1                    |
| 2012–13   | 95–105, 101–125                    | 107–102, 109–95                      | 0–4                    |
| 2013–14   | 116–103, 94–142                    | 123–87, 120–97                       | 1–3                    |
| 2014–15   | 111–118, 78–106                    | 114–89, 105–100                      | 0–4                    |
| 2015–16   | 84–94, 81–91                       | 105–93, 103–81                       | 0–4                    |
| 2016–17   | 111–102, 109–133                   | 113–97, 115–104                      | 1–3                    |
| 2017–18   | 92–108, 106–121                    | 120–115, 100–115                     | 1–3                    |
| 2018–19   | 107–118, 105–113                   | 120–123 (OT), 117–122                | 2–2                    |
| 2019–20   | 106–111, 103–101                   | 112–102, 103–112                     | 2–2                    |
| 2020–21   | 109–116                            | 104–86, 118–94                       | 0–3                    |
| 2021–22   | 115–119, 102–105                   | 111–110, 132–111                     | 0–4                    |
| 2022–23   | 97–103, 115–133                    | 114–101, 125–118                     | 0–4                    |

### Annotazioni
1. ↑  I Buffalo Braves hanno stabilito il record precedente con cinque vittorie consecutive contro i Lakers (3 novembre 1974 – 18 novembre 1975)[48]

### Fonti
1. ↑   Stone-Cold Lakers Drop Contest Against Clippers, in The Press-Courier, Associated Press, 25 ottobre 1978,  p. 21. URL consultato il 31 ottobre 2012.
2. ↑   Lakers down Clippers in 'Battle of LA', in The Tuscaloosa News, 17 gennaio 1986,  p. 17. URL consultato il 31 ottobre 2012.
3. ↑   LA salta sul carro dei Clippers, in Spartanburg Herald-Journal, Associates Press, 18 aprile 1992,  p. C4. URL consultato il 31 ottobre 2012.
4. 1 2   Mike Bresnahan, Clippers dominate Lakers, 125-101, to win season series, in Los Angeles Times, 14 febbraio 2013. URL consultato il 14 febbraio 2013.
5. ↑   Los Angeles Lakers at Los Angeles Clippers Box Score, February 4, 1997, su basketball-reference.com.
6. ↑   Los Angeles Lakers at Los Angeles Clippers Box Score, March 12, 1998, su basketball-reference.com.
7. ↑   Los Angeles Lakers at Los Angeles Clippers Box Score, February 25, 1999, su basketball-reference.com.
8. ↑  Los Angeles Times
9. ↑   Jan Hubbard, Lakers now face brutal reality of life without Magic, in The Register-Guard, 11 novembre 1991,  p. 2B. URL consultato il 31 ottobre 2012.
10. ↑   Clippers Top Lakers for L.A. Bragging Rights, in NBA.com, 18 novembre 2005. URL consultato il 1º novembre 2012.
11. 1 2   Mike Bresnahan, Lakers are big kids in the hall – Los Angeles Times, in Los Angeles Times, 5 novembre 2008. URL consultato il 1º novembre 2012.
12. 1 2 3 4   Sean Deveney, Lakers, Clippers rivalry stays interesting in wild offseason, in sportingnews.com, 5 luglio 2012. URL consultato il 2 novembre 2012 (archiviato dall'url originale il 18 settembre 2012).
13. ↑   L.A. Lakers vs L.A. Clippers, in USA Today, Associated Press, 3 dicembre 2006. URL consultato il 1º novembre 2012.
14. ↑   Gary Johnson, L.A. Fans, Businesses Hoping to Go to Town, in Los Angeles Times, 6 maggio 2006. URL consultato il 2 novembre 2012.
15. ↑   Mike Bresnahan, Lakers are big kids in the hall, in Los Angeles Times, 5 novembre 2008. URL consultato il 1º novembre 2012.
16. 1 2   Mark Heisler, In Los Angeles, the Clippers Have a Chance to Dent the Lakers' Local Dynasty, in New York Times, 22 dicembre 2011. URL consultato il 1º novembre 2012.
17. ↑   No problems with their second wind, in Los Angeles Times, 30 ottobre 2008. URL consultato il 1º novembre 2012.
18. ↑   Clippers Becoming Relevant in Los Angeles, in New York Times, 29 gennaio 2011. URL consultato il 1º novembre 2012.
19. 1 2   Arash Markazi, For Clippers, rout 'was about us all along', ESPN, 7 marzo 2014 (archiviato dall'url originale l'8 marzo 2014).
20. ↑   Justin Page, Clippers have turned the tables on Lakers, ESPN, 6 marzo 2014 (archiviato dall'url originale l'8 marzo 2014).
21. 1 2   Arash Markazi, Los Angeles Clippers turn Tinseltown upside down, ESPN, 15 gennaio 2012. URL consultato il 1º novembre 2012.
22. 1 2   Ramona Shelburne, Los Angeles Lakers e Los Angeles Clippers ora sono rivali, ESPN, 26 gennaio 2012. URL consultato il 1º novembre 2012.
23. ↑   Broderick Turner, I Clippers affermano che non c'è rivalità con i Lakers, in Los Angeles Times, 3 aprile 2012. URL consultato il 1º novembre 2012.
24. ↑   Jerry Zgoda, Clippers become thing of beauty, in Star Tribune, 20 gennaio 2012 (archiviato dall'url originale il 1º novembre 2013).
25. ↑   Liz Robbins, Clippers Hope to Write a New Script in Los Angeles, in New York Times, 11 novembre 2005. URL consultato il 1º novembre 2012.
26. ↑   Mark Heisler, With 0-3 Start, Lakers Drop Into Panic Mode, in The New York Times, 3 novembre 2012 (archiviato dall'url originale il 7 novembre 2012).
27. ↑   Arash Markazi, Clippers looking for more than a rivalry, ESPN, 3 novembre 2012 (archiviato dall'url originale il 6 novembre 2012).
28. ↑   Ramona Shelburne, Lawler sees a difference in these Clippers, ESPN, 5 novembre 2012 (archiviato dall'url originale il 7 novembre 2012).
29. ↑   Shahan Ahmed, Lakers v. Clippers: New Rivalry Rooted in Chris Paul, in nbclosangeles.com, 4 gennaio, 2013 (archiviato dall'url originale il 30 ottobre 2013).
30. ↑   Helene Elliott, A Lakers-Clippers matchup that's loaded with meaning early on, in Los Angeles Times, 2 novembre 2012 (archiviato dall'url originale il 3 novembre 2012).
31. ↑   Janis Carr, Is Lakers vs. Clippers really a rivalry?, in Orange County Register, 2 novembre 2012 (archiviato dall'url originale il 5 novembre 2012).
32. ↑   Ben Bolch, A rivalry awaits arrival of its second element: The Clippers, in Los Angeles Times, 3 novembre 2012 (archiviato dall'url originale il 6 novembre 2012).
33. ↑   Dave McMenamin, Steve Nash fractures libia, ESPN, 3 novembre 2012.
34. ↑   Brian Kamenetzky, Lakers vs. Clippers sets local TV record, ESPN, 8 novembre 2012 (archiviato dall'url originale l'11 novembre 2012).
35. ↑   Arash Markazi, Clippers are best of the city, ESPN, 15 novembre 2012 (archiviato dall'url originale il 18 novembre 2012).
36. 1 2   Mike Bresnahan e Broderick Turner, Lakers' Kobe Bryant says the Clippers are 'spectacular', in Los Angeles Times, 4 gennaio 2013 (archiviato dall'url originale il 5 gennaio 2013).
37. ↑   Dave McMenamin, Five keys for Lakers against Clippers, ESPN, 3 gennaio 2013 (archiviato dall'url originale il 7 gennaio 2013).
38. 1 2   Clippers rout Lakers to clinch first division title in franchise history, ESPN, Associated Press, 7 aprile 2013 (archiviato dall'url originale l'11 aprile 2013).
39. ↑   Brett Pollakoff, Clippers clinch first division title in team history with win over Lakers, in nbcsports.com, 7 aprile 2013 (archiviato dall'url originale il 9 aprile 2013).
40. ↑   LeBrilliant: James' 37 points lead Lakers past Bucks 113-103, su ESPN.com, Associated Press, 7 marzo 2020. URL consultato il 3 ottobre 2020.
41. ↑   Eric Pincus, Doc Rivers 'can't wait' to renew Clippers-Lakers rivalry, in Los Angeles Times, 27 giugno 2013 (archiviato dall'url originale il 30 settembre 2013).
42. ↑   Arash Markazi, Doc focused on title, not rivalry, ESPN, 3 ottobre 2013 (archiviato dall'url originale il 21 ottobre 2013).
43. ↑   Broderick Turner, Clippers get a hallmark win over Lakers, in Los Angeles Times, 10 gennaio 2014. URL consultato il 18 febbraio 2020 (archiviato dall'url originale l'11 gennaio 2014).
44. ↑   Griffin powers Clippers to 36-point blowout of Lakers, Associated Press, 10 gennaio 2014. URL consultato l'11 gennaio 2014 (archiviato dall'url originale l'11 gennaio 2014).
45. ↑   Mike Bresnahan, Clippers turn rout of Lakers into a romper room, in Los Angeles Times, 6 marzo 2014. URL consultato il 18 febbraio 2020 (archiviato dall'url originale l'8 marzo 2014).
46. ↑   Scott Cacciola, One Arena, Two Directions for Teams in Los Angeles, in The New York Times, 29 luglio 2014. URL consultato il 22 febbraio 2017 (archiviato dall'url originale il 6 aprile 2015).
47. ↑   Mike Bresnahan, Jeremy Lin could return to Lakers' starting lineup, with asterisk, in Los Angeles Times, 7 gennaio 2015 (archiviato dall'url originale il 9 gennaio 2015).
48. ↑   Taylor Bechtold, Anteprima Clippers-Lakers, in The Washington Post, Associated Press, 5 aprile 2015. URL consultato il 6 aprile 2015 (archiviato dall'url originale il 15 aprile 2015).
49. ↑   Melissa Rohlin, Doc Rivers' reminder helps Clippers win sixth in a row over Lakers, in Los Angeles Times, 6 aprile 2015 (archiviato dall'url originale il 6 aprile 2015).
50. ↑   Arash Markazi, Clippers 106, Lakers 78: What rivalry?, ESPN, 5 aprile 2015 (archiviato dall'url originale il 9 aprile 2015).
51. ↑   Baxter Holmes, Lakers set franchise low with 56th loss, ESPN, 5 aprile 2015 (archiviato dall'url originale il 7 aprile 2015).
52. ↑   Melissa Rohlin, Clippers' Doc Rivers responds to Magic Johnson's criticism of team, in Los Angeles Times, 18 maggio 2015 (archiviato dall'url originale il 21 maggio 2015).
53. 1 2 3   Gallinari gets 23, Clips hold off slumping Lakers 113-105, su ESPN.com, Associated Press, 4 marzo 2019. URL consultato il 5 marzo 2019.
54. 1 2   Tania Ganguli, Lakers are limping into matchup with Clippers, in Los Angeles Times, 4 marzo 2019. URL consultato il 5 marzo 2019.
55. 1 2   Brian Windhorst, The Lakers-Clippers rivalry spilled into the trade deadline, su ESPN.com, 7 febbraio 2020. URL consultato il 13 febbraio 2020.
56. ↑   Erik García Gundersen, Ty Lue introduced as new Clippers head coach on Wednesday, in USA Today, 21 ottobre 2020. URL consultato il 12 dicembre 2020.
57. ↑   Marc Stein, Tyronn Lue Is Out of the Hunt for the Lakers' Next Coach, in Los Angeles Times, 8 maggio 2019. URL consultato il 12 dicembre 2020.
58. ↑   Helene Elliot, Lakers made right choice in hiring Frank Vogel, even if he wasn't their first choice, in Los Angel es Times, 27 settembre 2020. URL consultato il 12 dicembre 2020.
59. 1 2   Dan Feldman, Report: Clippers hiring Tyronn Lue as head coach, Chauncey Billups as assistant, in NBC Sports, 16 ottobre 2020. URL consultato il 12 dicembre 2020 (archiviato dall'url originale il 31 ottobre 2020). Ospitato su Yahoo Sports.
60. ↑   Source: Lue agrees to deal with Clips to join staff, su ESPN.com, 21 agosto 2019. URL consultato il 12 dicembre 2020.
61. ↑   Dave McMenamin, Jared Dudley says Los Angeles Lakers were motivated by 'disrespectful' comments from the LA Clippers' Paul George, su ESPN.com, 3 febbraio 2021. URL consultato il 4 febbraio 2021.
62. ↑   Mirjam Swanson, Lakers' Jared Dudley has trash talk for Paul George, Clippers in new book, in The Orange County Register, 3 febbraio 2021. URL consultato il 4 febbraio 2021.
63. 1 2   Andrew Greif, Clippers collapse again as their playoff run ends with Game 7 loss to Nuggets, in Los Angeles Times, 15 settembre 2020. URL consultato il 16 settembre 2020.
64. ↑   Dan Bernstein, Markieff Morris signs with Lakers: Twins now on opposite sides of LA rivalry, in Sporting News, 24 febbraio 2020. URL consultato il 29 settembre 2020.
65. ↑   Scott Cacciola, The Los Angeles Teams Are the Best in the West, but Questions Remain, in The New York Times, 16 agosto 2020. URL consultato il 29 settembre 2020.
66. ↑   Dave McMenamin, LeBron James leads dominant Los Angeles Lakers into Western Conference finals, su ESPN.com, 13 settembre 2020. URL consultato il 29 settembre 2020.
67. ↑   Bill Plaschke, Clippers Curse claims yet another postseason, in Los Angeles Times, 15 settembre 2020. URL consultato il 16 settembre 2020.
68. ↑   Scott Cacciola, The Lakers' Winding Path Ends With a Championship, in The New York Times, 11 ottobre 2020. URL consultato l'11 ottobre 2020.
69. ↑   Ohm Youngmisuk, LA Clippers' Kawhi Leonard has surgery to repair partial tear of right ACL, su espn.com, 14 luglio 2021. URL consultato il 16 luglio 2021.
70. ↑   Broderick Turner, NBA season preview: Expect another Wild West playoff chase, in Los Angeles Times, 18 ottobre 2021. URL consultato il 4 marzo 2022.
71. ↑   Clippers surge to 132-111 victory, season sweep of Lakers, su ESPN.com, 3 marzo 2022. URL consultato il 4 marzo 2022.